# Mancenans-Lizerne
Mancenans-Lizerne è un comune francese di 189 abitanti situato nel dipartimento del Doubs nella regione della Borgogna-Franca Contea.

## Società

### Evoluzione demografica
Abitanti censiti